# Exireuil

Exireuil este o comună în departamentul Deux-Sèvres, Franța. În 2009 avea o populație de 1,588 de locuitori.